# Chabab Riadhi Baladiat Bordj El Kiffan
 (mars 2018).
Si vous disposez d'ouvrages ou d'articles de référence ou si vous connaissez des sites web de qualité traitant du thème abordé ici, merci de compléter l'article en donnant les références utiles à sa vérifiabilité et en les liant à la section « Notes et références ».
Maillots
Chabab Bordj El Kiffan est un club sportif qui appartient à la commune de Bordj El Kiffan, située dans la banlieue nord-est d'Alger.Le club a été créé en 1946 et compte parmi ses joueurs les plus en vue (Karim Ibrahim Shawish) et l'ancien joueur de les rangs de Nasr Hussein Dey (Samir Alliche) et propriétaire du Chabab Bordj Club Al-Kifan est( le stade du martyr Mohamed Bouazza), qui se situe au centre-ville, et Ezzedine Belaroussi dirige cet ancien club

## Histoire
Le CRBBK a évolué par le passé en D2 et en D3 algérienne, mais sans jamais parvenir à accéder en Nationale D1. 
Actuellement, il évolue en championnat d'Algérie de 5e division, ligue d'Alger.
Lors de la coupe d'Algérie 2004-2005, le club atteint les 1/32èmes de finales, éliminé à domicile 0-2 contre Nasr Athletic Hussein Dey.